# Brother Jonathan
Pour le bateau, voir Brother Jonathan (bateau).
Brother Jonathan est une figure allégorique conçue pour personnifier les États-Unis dans leur ensemble aux premiers temps de l'existence de la nation américaine.
Dans les dessins politiques et les affiches patriotiques, Brother Jonathan était habituellement représenté comme l'Américain révolutionnaire typique, avec tricorne et longue veste militaire. Entre 1776 et 1783, Brother Jonathan était un nom quelque peu péjoratif utilisé par les loyalistes pour désigner les patriotes lors de la guerre d'indépendance. 
Selon l'étymologie populaire, le nom de Brother Jonathan aurait été dérivé de celui de Jonathan Trumbull (1710-1785), gouverneur du Connecticut. George Washington aurait souvent dit : « Il faut consulter Brother Jonathan » quand il était confronté à une question difficile. Mais cette origine a été réfutée.
Le personnage de Brother Jonathan fut souvent représenté pendant la période comprise entre 1783 et 1815. Il fut peu à peu remplacé par la personnification féminine, Columbia, et surtout par Oncle Sam, popularisé pendant la guerre de 1812, d'abord dans les journaux entre 1813 et 1815, puis dans un livre en 1816.
Le nom de Brother Jonathan continua toutefois à être utilisé pendant la guerre de Sécession sous différentes variantes, telle que dans la chanson populaire When Johnny Comes Marching Home. On trouve aussi le nom Johnny Reb, qui désignait un soldat confédéré.

## Représentations auXIXesiècle

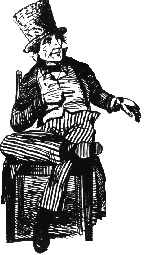
Dessin de Thomas Nast
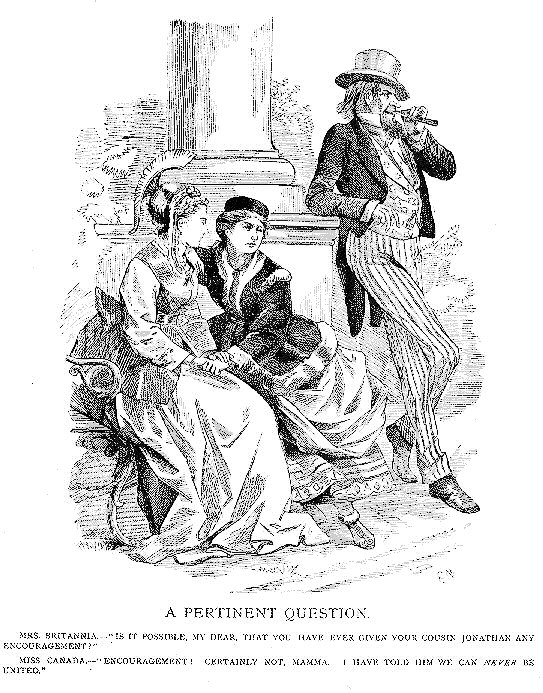
Brother Jonathan, Britannia et Miss Canada
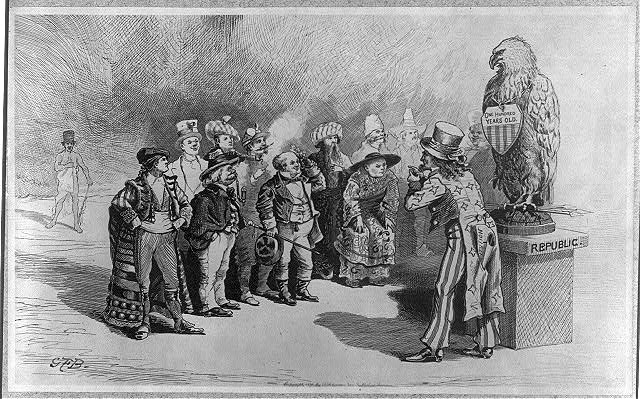
Brother Jonathan accueillant les délégués internationaux aux fêtes du centenaire des États-Unis en 1876

## Autres figures allégoriques nationales
- Allemagne : Germania
- États-Unis : Columbia, Oncle Sam
- France : Marianne
- Royaume-Uni : Britannia, John Bull
- Suisse : Helvetia

- (en) Cet article est partiellement ou en totalité issu de l’article de Wikipédia en anglais intitulé « Brother Jonathan » (voir la liste des auteurs).